# Mildred Pierce (miniserie televisiva)
Mildred Pierce è una miniserie televisiva statunitense del 2011 diretta da Todd Haynes. La serie, in cinque parti, è prodotta da HBO ed è vincitrice di cinque Premi Emmy su 21 candidature, risultando uno dei prodotti televisivi più candidati nello stesso anno.

## Trama
Nella Los Angeles della grande depressione, Mildred Pierce si separa dal marito inefficiente e lotta per mantenere se stessa e le sue due figlie. Da semplice cameriera inizia una scalata verso il successo, diventando proprietaria di vari ristoranti, ma l'eccessivo attaccamento nei confronti della figlia maggiore Veda e le scelte sbagliate in fatto di uomini, porteranno Mildred a dover affrontare conseguenze disastrose.

## Produzione
La miniserie si basa sull'omonimo romanzo di James M. Cain, già adattato per il cinema nel 1945 nel film Il romanzo di Mildred, che valse l'Oscar a Joan Crawford. In questa versione televisiva il ruolo da protagonista è affidato all'attrice Kate Winslet, affiancata da Evan Rachel Wood, Guy Pearce e Melissa Leo. Altri membri del cast comprendono: Mare Winningham, Brían F. O'Byrne, Hope Davis e James LeGros.
Le riprese hanno avuto luogo tra New York e Long Island per una durata di 16 settimane. Parti della miniserie sono state girate a Point Lookout, New York, così come nella vicina città di Merrick.

## Distribuzione
La miniserie è stata trasmessa negli Stati Uniti d'America dal 27 marzo 2011 al 10 aprile 2011. In Italia è stata presentata fuori concorso alla 68ª Mostra internazionale d'arte cinematografica di Venezia ed è andata in onda su Sky Cinema 1 dal 14 ottobre 2011 al 28 ottobre 2011.

## Accoglienza
Per la sua interpretazione, Kate Winslet ha vinto un Emmy, un Satellite Award, un Golden Globe e uno Screen Actors Guild Award.

## Puntate
| nº | Titolo originale | Titolo italiano | Prima TV USA   | Prima TV Italia |
| -- | ---------------- | --------------- | -------------- | --------------- |
| 1  | Episode 1        | Puntata 1       | 27 marzo 2011  | 14 ottobre 2011 |
| 2  | Episode 2        | Puntata 2       | 27 marzo 2011  | 14 ottobre 2011 |
| 3  | Episode 3        | Puntata 3       | 3 aprile 2011  | 21 ottobre 2011 |
| 4  | Episode 4        | Puntata 4       | 10 aprile 2011 | 21 ottobre 2011 |
| 5  | Episode 5        | Puntata 5       | 10 aprile 2011 | 28 ottobre 2011 |

## Riconoscimenti (parziale)
- Golden Globe
  - 2012 - Miglior attrice in una mini-serie o film per la televisione a Kate Winslet
  - 2012 - Candidatura alla miglior miniserie o film per la televisione
  - 2012 - Candidatura al miglior attore non protagonista in una serie a Guy Pearce
  - 2012 - Candidatura alla miglior attrice non protagonista in una serie a Evan Rachel Wood

- Creative Emmy Awards
  - 2011 - Miglior scenografia in una miniserie o film TV a Mark Friedberg, Peter Rogness, Ellen Christiansen-De Jonge
  - 2011 - Miglior colonna sonora in una miniserie, film TV o special a Carter Burwell per la puntata 5
  - 2011 - Miglior cast in una miniserie, film TV o special a Laura Rosenthal
  - 2011 - Candidatura alla miglior fotografia in una miniserie o film TV a Edward Lachman per la puntata 5
  - 2011 - Candidatura ai migliori costumi in una miniserie o film TV ad Ann Roth per la puntata 2
  - 2011 - Candidatura alle migliori acconciature in una miniserie o film TV
  - 2011 - Candidatura al miglior trucco in una miniserie o film TV
  - 2011 - Candidatura al miglior montaggio sonoro in una miniserie o film TV per la puntata 5
  - 2011 - Candidatura al miglior sonoro in una miniserie o film TV
  - 2011 - Migliori effetti speciali in una miniserie, film TV o special per la puntata 5
  - 2011 - Candidatura al miglior montaggio per una miniserie, film TV o special ad Alonso Gonçalves per la puntata 4
  - 2011 - Candidatura alla miglior musica di sigla per una miniserie, film TV o special a Carter Burwell

- Primetime Emmy Awards
  - 2011 - Miglior attrice in una miniserie o film TV a Kate Winslet
  - 2011 - Miglior attore non protagonista in una miniserie o film TV a Brían F. O'Byrne
  - 2011 - Miglior attore non protagonista in una miniserie o film TV a Guy Pearce
  - 2011 - Candidatura alla miglior attrice non protagonista in una miniserie o film TV a Evan Rachel Wood
  - 2011 - Candidatura alla miglior attrice non protagonista in una miniserie o film TV a Mare Winningham
  - 2011 - Candidatura alla miglior attrice non protagonista in una miniserie o film TV a Melissa Leo
  - 2011 - Candidatura alla miglior regia per una miniserie o film TV a Todd Haynes
  - 2011 - Candidatura alla miglior sceneggiatura per una miniserie, film TV o special a Todd Haynes e Jon Raymond
  - 2011 - Candidatura alla miglior miniserie o film TV